# Ctenitis ochrorachis
Ctenitis ochrorachis är en träjonväxtart som först beskrevs av Bak., och fick sitt nu gällande namn av Tard. Ctenitis ochrorachis ingår i släktet Ctenitis och familjen Dryopteridaceae. Utöver nominatformen finns också underarten C. o. violacea.